# Markel Etxeberria
Markel Etxeberria Mendiola (* 15. Februar 1995 in Erandio) ist ein spanischer Fußballspieler.

## Karriere
Etxeberria begann seine Karriere bei Athletic Bilbao. Im August 2012 debütiert er für das Farmteam CD Baskonia in der Tercera División. Ohne jemals zuvor auch nur für die Zweitmannschaft gespielt zu haben, wurde Etxeberria im selben Monat erstmals in den Kader der Profis berufen, kam jedoch zu keinem Einsatz. Im August 2013 debütierte er schließlich in der Segunda División B für Athletic Bilbao B. Mit Bilbao B konnte er in der Saison 2014/15 in die Segunda División aufsteigen. Sein Debüt in der Segunda División gab er am 10. Spieltag der Saison 2015/16 gegen SD Huesca. Mit Bilbao B musste er zu Saisonende als Tabellenletzter wieder in die Segunda División B absteigen.
Zur Saison 2016/17 wurde er an den Zweitligisten Real Valladolid verliehen.